# Scharypowo
Scharypowo (russisch Шарыпово, wissenschaftliche Transliteration Šarypovo) ist eine Stadt in Russland in der Region Krasnojarsk. Sie besitzt den Stadtstatus seit 1981. Die Stadt liegt am Fluss Beresch (Береш), 414 km westlich von Krasnojarsk entfernt. Sie hat 38.561 Einwohner (Stand 14. Oktober 2010).

## Geschichte
Die Siedlung Scharypowo entstand um 1760 an der Stelle des Zusammenflusses der Flüsse Temra (Темра) und Kadat (Кадат). Von der Kirche, die im Zentrum der damaligen Siedlung lag, gingen die meisten Straßen sternförmig weg. 1829 lebten in Scharypowo 294 Menschen. Mitte des 19. Jahrhunderts betrug die Einwohnerzahl 600.
Von 1985 bis 1988 hieß die Stadt offiziell Tschernenko zu Ehren des sowjetischen Staats- und Parteichefs Konstantin Tschernenko, der nahe Scharypowo geboren wurde.
Heute ist die Stadt in zwei Stadtteile eingeteilt: das alte, mit Holzhäusern bebaute und das neue, von Plattenbauten geprägte Scharypowo.

### Bevölkerungsentwicklung
| Jahr | Einwohner |
| ---- | --------- |
| 1959 | 3.329     |
| 1970 | 4.463     |
| 1979 | 6.178     |
| 1989 | 39.771    |
| 2002 | 41.532    |
| 2010 | 38.561    |

Anmerkung: Volkszählungsdaten

## Wirtschaft
Die Stadt liegt in der Nähe eines Braunkohlevorkommens, aus dem sich das nordwestlich der Stadt befindliche Wärmekraftwerk Berjosowskaja GRES speist. Außerdem gibt es Betriebe der Leichtindustrie.

## Söhne und Töchter der Stadt
- Timofei Krizki (* 1987), Radrennfahrer
- Ilja Sorokin (* 1986), Schauspieler